# Kusukunte Kaval, Sira
Kusukunte Kaval là một làng thuộc tehsil Sira, huyện Tumkur, bang Karnataka, Ấn Độ.